# Oliver-Sven Buder
Oliver-Sven Buder, född den 23 juni 1966 i Erlabrunn i Bezirk Karl-Marx-Stadt i Östtyskland, är en tysk före detta friidrottare som tävlade i kulstötning.
Buder var en av 1990-talets stora profiler i kulstötning och han blev två gånger silvermedaljör vid ett världsmästerskap, både 1997 och 1999. Första gången fick han se sig slagen av John Godina och andra gången av C. J. Hunter. 
Han blev även silvermedaljör två gånger vid EM, vid EM 1990 blev det landsmannen Ulf Timmermann som blev hans överman och vid EM 1998 var det Ukrainas Aleksandr Bagatj. 
Förutom andra-platserna vann han guld vid inomhus-EM 1998. Han deltog även vid Olympiska sommarspelen 2000 där han slutade åtta.

## Personliga rekord
- Kulstötning - 21,42 meter

## Internationella tävlingar
| År                         | Tävling                     | Arena                      | Position                   | Notis                      |
| Representerade Östtyskland | Representerade Östtyskland  | Representerade Östtyskland | Representerade Östtyskland | Representerade Östtyskland |
| -------------------------- | --------------------------- | -------------------------- | -------------------------- | -------------------------- |
| 1985                       | Europeiska juniormästskapen | Cottbus, Östtyskland       | 1a                         | 19.34 m                    |
| 1990                       | Europeiska mästerskapen     | Split, Jugoslavien         | 2a                         | 21.01 m                    |
| Representerade Tyskland    |                             |                            |                            |                            |
| 1991                       | Världsmästerskapen          | Tokyo, Japan               | 4a                         | 20.10 m                    |
| 1993                       | Världsmästerskapen          | Stuttgart, Tyskland        | 7a                         | 19.74 m                    |
| 1994                       | Europeiska mästerskapen     | Helsingfors, Finland       | 16e                        | 18.41 m                    |
| 1995                       | Världsmästerskapen          | Göteborg, Sverige          | 6a                         | 20.11 m                    |
| 1996                       | Olympiska spelen            | Atlanta, USA               | 5a                         | 20.51 m                    |
| 1997                       | Världsmästerskapen          | Athes, Grekland            | 2a                         | 21.24 m                    |
| 1998                       | Europeiska mästerskapen     | Budapest, Ungern           | 2a                         | 20.98 m                    |
| 1999                       | Världsmästerskapen          | Sevilla, Spanien           | 2a                         | 21.42 m                    |
| 2000                       | Olympiska spelen            | Sydney, Australien         | 8a                         | 20.18 m                    |
| 2001                       | Världsmästerskapen          | Edmonton, Kanada           | 21a                        | 18.89 m                    |